# Liste des seigneurs de Rieux
Cet article évoque l'ensemble des seigneurs de Rieux dans le Morbihan.

## Maison de Rieux

Armes de la Maison de Rieux : D'azur à dix besants d'or posés 4, 3, 2, 1.

- Alain, comte de Vannes puis roi de Bretagne (mort en 907) dont

- Rudalt comte de Vannes 907-913 (post mortem patri sui) [1],

....
- Rudalt ou Ronald[2] (vers 950 ✝ après 1021), 1er seigneur de Rieux, qu'on suppose être le descendant du précédent,

- Alain Ier[3] (vers 980 ✝ après 1065), 2e seigneur de Rieux, fils du précédent,
Rodald, 3e seigneur de Rieux,
Auffred,
Rethenoc,

- Rodald ( ✝ après 1065), 3e seigneur de Rieux, fils du précédent,

- Gaucelin ou Josselin[4] (vers 1020 ✝ après 1107), 4e seigneur de Rieux, fils du précédent,

- "Quesnoc" ou Guéthénoc[5] (vers 1045 ✝ après 1127), 5e seigneur de Rieux, fils du précédent,
enfants :
Guillaume Ier, 6e seigneur de Rieux,
Blanche de Rieux (née vers 1075),
mariée à Robert d'Estouteville (vers 1072 ✝ après 1118), seigneur de Valmont,

- Guillaume Ier (vers 1125 ✝ vers 1180), 6e seigneur de Rieux, fils du précédent,

- Roland Ier[6] (vers 1150 ✝ 1205), 7e seigneur de Rieux, fils du précédent,
enfants :
Alain II, 8e seigneur de Rieux,
une fille marié à Guillaume de Beaumont,

- Alain II (vers 1175 ✝ 27 mars 1227[7]), 8e seigneur de Rieux, fils du précédent,
marié à Marie de Rostrenen, sans postérité, puis
marié à Berthe, fille[8] de Guyomarch IV l'Insensé, vicomte de Léon, dont :
Gilles, 9e seigneur de Rieux,
une fille (née vers 1200),
mariée vers 1220 à (de), Geoffroy, chevalier de Beaumanoir,

- Gilles (vers 1200 ✝ 1255), 9e seigneur de Rieux, fils du précédent,
marié à une dame d'Amboise, dont :
Godefroy de Rieux, 10e seigneur de Rieux, fils du précédent,
Jean de Rieux (né vers 1225),
marié à Guillemette de Chabot, dont :
Marie de Rieux (né vers 1250),
marié en 1268 à Geoffroy d'Andigné (vers 1235 ✝ après 1284), Capitaine du château d'Angrie,

- Godefroy de Rieux[9] (vers 1220 ✝ 1275 - inhumé en l'église de Rieux), 10e seigneur de Rieux, fils du précédent,
marié en 1235 à Nicole (✝ vers 1260), dame de Nozay et de Fougeray, fille de Briand Le Bœuf, Seigneur de Nozay et d'Issé ( ✝ mars 1250), dont :

- Guillaume II[10] ( ✝ 1310 à Estella, Navarre - inhumé au couvent des Cordeliers de Nantes), 11e seigneur de Rieux, de Nozay et de Fougeray, chevalier, fils des précédents,
marié à Louise ( ✝ 1307), (fille de Olivier de Machecoul), avec laquelle il fonda le couvent des Cordeliers de Nantes, dont :
Guillaume III, 12e seigneur de Rieux,
Jean Ier, 13e seigneur de Rieux,
Jeanne,
mariée à Jean II de Kergorlay,
Jacqueline,
mariée à Alain III Goyon de Matignon, seigneur de Matignon et de La Roche-Goyon,
puis remarié,

- Guillaume III (vers 1295 ✝ 20 juin 1347 à la Bataille de la Roche-Derrien), 12e seigneur de Rieux, de Nozay et de Fougeray, fils des précédents, sans postérité,

- Jean Ier (vers 1295 ✝ 7 août 1357 - Paris), 13e seigneur de Rieux, de Nozay et de Fougeray, frère du précédent ; il participa à la bataille de Mauron en 1352,
marié à Isabeau ( ✝ 1343), fille de Olivier IV de Clisson, dont :
Guillaume IV , 14e seigneur de Rieux,
Jean II, 15e seigneur de Rieux,
Jeanne, ( ✝ 8 septembre 1395),
marié à Jeanne de Sion, dont :
descendance,

- Guillaume IV ( ✝ 1364 (tué)), 14e seigneur de Rieux, fils des précédents,

- Jean II (vers 1342 ✝ 7 septembre 1417 - Rochefort), 15e seigneur de Rieux, et baron d'Ancenis, frère du précédent, maréchal de France,
marié le 16 février 1374 à Jeanne de Rochefort (1341- 3 mai 1423), vicomtesse de Donges, baronne d'Ancenis, dame de Rochefort, d'Assérac, de Châteauneuf-en-Saint-Malo et de Ranrouët, dont :
Jean III de Rieux, 16e seigneur de Rieux,
Isabeau (14 juillet 1378 † 1452), dame de Nozay,
mariée à Maurice de Volvire,
Jeanne,
Béatrix, ( † après 1446),
mariée à Jean IV de Rougé ( † 8 février 1415, inhumé à l'église de Derval), 12e seigneur de Rougé, seigneur de Derval, de Cinq-Mars-la-Pile, de La Roche d'Iré, de Neuville, de La Cornouaille-en-Anjou, vicomte de La Guerche,
Guillaume,
Marie (vers 1387 † 1435),
mariée à Jean de La Porte, seigneur de Vézins,
Pierre de Rieux (3 septembre 1389 - Ancenis † 1439 - Nesles-en-Tardenois), seigneur de Rochefort, d'Assérac, et de Derval, maréchal de France, compagnon de Jeanne d'Arc à Orléans, Jargeau, Meung, Beaugency, Patay, Reims.
marié à une dame de Molac, puis,
remarié à Jeanne de Châteaugiron,
Michel (28 septembre 1394 † 12 janvier 1473), seigneur de Châteauneuf,
marié à Anne de La Cholettière, puis,
remarié à Jeanne de Châteaugiron dite de Malestroit, dont
Guillaume ( † 14 février 1489), seigneur de Châteauneuf,
marié à Jeanne de Ferrières (sans postérité)
Jean, écuyer du roi, sans alliance,
Pierre,
marié à Louise de Bouillé, dame de Fontaine,
Gilles,
marié à Anne du Chastellier, fille de Vincent du Châtelier, vicomte de Pommerith, dont :
Jeanne ( † 1512), dame de Châteauneuf,
Marguerite, religieuse,

- Jean III de Rieux (16 juin 1377 ✝ 8 janvier 1431), 16e seigneur de Rieux, fils des précédents, seigneur de Rochefort, baron d'Ancenis, vicomte de Donges, seigneur d'Assérac, seigneur puis (1451) baron de Malestroit,
marié à Béatrice de Rohan-Montauban (vers 1385 ✝ avant 1414), dame de La Gacilly, fille de Guillaume de Montauban, seigneur de Montauban et de Landal, dont :
Marie (vers 1405 ✝ 24 janvier 1465), dame de Fougeray,
mariée à Louis d'Amboise (1392 ✝ 28 février 1469), vicomte de Thouars,
Marguerite (vers 1400 ✝ 1445), dame de Saint-Nazaire,
mariée le 20 mai 1423 à Charles de Coësmes (vers 1392 ✝ 1466), baron de Lucé,
marié en 1414 à Jeanne d'Harcourt (11 septembre 1399 ✝ 3 mars 1456), fille de Jean VII, comte d'Harcourt, dont :
Jean, mort jeune,
François, 17e seigneur de Rieux,

- François Ier (11 août 1418 ✝ 20 novembre 1458), 17e seigneur de Rieux, fils des précédents, seigneur de Rochefort, baron de Malestroit, comte d'Harcourt, seigneur d'Assérac, vicomte de Donges, et baron d'Ancenis, conseiller et chambellan de François Ier, chevalier de l'Ordre de l'Hermine, chambellan[11] du dauphin, futur Louis XI,
marié le 11 février 1442 à Jeanne ( ✝ 29 juin 1459), fille de Alain IX, vicomte de Rohan, dont :
Louise (née le 1er mars 1446 - Ancenis),
mariée le 12 juin 1463 à Louis II (vers 1444 ✝ 25 mai 1508), seigneur de Guémené,
Jean IV, 18e seigneur de Rieux,
Marie,
François II (né le 6 octobre 1448, mort jeune), seigneur d'Assérac,

- Jean IV (27 juin 1447 † 9 février 1518), 18e seigneur de Rieux, fils des précédents, baron de Malestroit et d'Ancenis, seigneur de Cranhac, de Rochefort, comte d'Aumale, comte d'Harcourt (en Normandie), vicomte de Donges, seigneur de Couëron, de Largouët, de Châteaugiron, de Derval, de La Bellière et 13e seigneur de Rougé, régent[12] et Maréchal de Bretagne, Lieutenant-général du roi en Bretagne. Outre Claude Ier de Rieux (voir ci-après), il eut aussi comme autre fils Jean V de Rieux, lui-même père de René de Rieux, plus connu sous le nom de "Sourdéac".

- Claude Ier (15 février 1497 † 19 mai 1532), 19e seigneur de Rieux, fils du précédent, seigneur de Rochefort, comte d'Harcourt, et comte d'Aumale, seigneur d'Assérac, vicomte de Donges, et baron d'Ancenis,
marié à Catherine de Laval (1504 † 1526), dame de la Roche-Bernard, dont :
Guyonne de Rieux, née Renée de Rieux (1524 † 1567), comtesse de Laval, de Montfort, baronne de Quintin, vicomtesse de Donges,
mariée le 5 janvier 1545 à Louis de Sainte-Maure, marquis de Nesle et comte de Joigny,
Claudine de Rieux[13], dame de la Roche-Bernard, de Rieux, et de Rochefort,
mariée le 9 décembre 1548 (Saint-Germain-en-Laye) à François de Coligny d'Andelot (1521 † 1569), seigneur d'Andelot (c'est par eux que le protestantisme a été introduit en Bretagne) ,
marié le 20 novembre 1529 à Suzanne de Bourbon-Montpensier ( † 1570), fille de Louis de Bourbon (1473 † 1520), prince de La Roche-sur-Yon et Louise de Montpensier dont :
Claude II, 20e seigneur de Rieux,
Louise de Rieux (vers 1531 † vers 1570), comtesse d'Harcourt,
mariée le 3 février 1554 à René II d'Elbeuf,

- Claude II[14] (1530 † 26 avril 1548), 20e seigneur de Rieux, fils du précédent, seigneur de Rochefort, comte d'Harcourt, et comte d'Aumale, vicomte de Donges, et baron d'Ancenis, sans alliance ni postérité[15],

- Louise de Rieux (vers 1531 † vers 1570), dame de Rieux, comtesse d'Harcourt, et baronne d'Ancenis,
mariée le 3 février 1554 à René II d'Elbeuf, dont :
Marie de Lorraine (21 août 1555 † vers 1603),
mariée le 10 novembre 1576 (Château de Joinville) à Charles Ier (1555 † 1631), duc d'Aumale,
Charles Ier, (18 octobre 1556 † 4 août 1605), marquis puis duc d'Elbeuf et comte d'Harcourt, seigneur puis comte de Lillebonne, seigneur puis comte de Rieux, et baron d'Ancenis, pair de France

Armes des ducs d'Elbeuf.

### Maison d'Elbeuf
- Charles Ier, (18 octobre 1556 † 4 août 1605), marquis puis duc d'Elbeuf et comte d'Harcourt, seigneur puis comte de Lillebonne, seigneur puis 1er comte de Rieux, et baron d'Ancenis, pair de France, fils des précédents,

## Comtes de Rieux

### Maison d'Elbeuf
- Charles Ier, (18 octobre 1556 † 4 août 1605), marquis puis duc d'Elbeuf et comte d'Harcourt, seigneur puis comte de Lillebonne, 1er comte de Rieux, et baron d'Ancenis, pair de France, fils des précédents,

Charles vendit sa baronnie d'Ancenis à son cousin Philippe de Lorraine, duc de Mercœur, qui se servit du château d'Ancenis contre les protestants en tant que chef de la Ligue catholique
- Charles II (5 novembre 1596 † 5 novembre 1657), duc d'Elbeuf, comte de Lillebonne, comte de Rieux, seigneur de Rochefort, fils du précédent,

- Charles III (1620 † 1692), duc d'Elbeuf, comte de Lillebonne, comte de Rieux, seigneur de Rochefort, fils du précédent,

- Henri (1661 † 1748), duc d'Elbeuf, comte de Lillebonne, comte de Rieux, fils du précédent,

- Emmanuel Maurice de Lorraine (1677 † 1763), duc d'Elbeuf, comte de Lillebonne, comte de Rieux, frère du précédent,

### Maison de Rieux d'Assérac
- Louis Auguste de Rieux d'Assérac, le Chevalier de Rieux (1691 + 1767), chevalier, puis comte puis marquis de Rieux, colonel du régiment de Perche Lieutenant-général des armées du roi, fils de Jean-Gustave de Rieux d'Assérac, marquis d'Assérac et vicomte de Donges,
marié à Marie Butault de Marsan ( + 1734), dont :
un fils, né et mort en 1734,
marié à Claude d'Illiers, dont
Louise-Jeanne de Rieux (née le 12 septembre 1748),
Louis François de Rieux d'Assérac (né le 11 septembre 1750 - Paris), comte de Rieux,
Jean-Félix de Rieux d'Assérac (mars 1753 + 25 décembre 1753),

- Louis François de Rieux d'Assérac (né le 11 septembre 1750 - Paris), comte de Rieux, mousquetaire, il servit successivement dans les régiments de cavalerie du Roi et de Berry et, en 1776, était mestre de camp en second du régiment du Roi cavalerie. Promu brigadier le 1er janvier 1784, il devint maréchal de camp le 9 mars 1788. Franc-maçon, il était en 1776 membre de la loge La Candeur. Émigré, le comte de Rieux fit la campagne de 1792 dans l'armée des Princes,
marié le 21 septembre 1767 ou 1780 à Marie de Saulx de Tavannes 1749-/1782, dont :
Louis Charles Marie de Rieux d'Assérac, marquis d'Assérac,

## Sources
- Noël-Yves Tonnerre, Naissance de la Bretagne,Géographie historique et structures sociales de la Bretagne méridionale (Nantais & Vannetais) de la fin du VIIIe à la fin du XIIe siècle Presses de l'Université d'Angers (1994)  (ISBN 2-903075-58-1) (BNF 35750822).
- Maison de Rieux sur geneweb roglo.eu,
- Seigneurs de Rieux sur geneweb roglo.eu,
- Maison de Rieux sur Généalogie de Carné
- Maison de Rieux sur GRANDES SEIGNEURIES DE HAUTE BRETAGNE (par le chanoine Guillotin de Corson)
- Détails sur la Maison de Rieux